# عليبك قاسم
عليبك قاسم (بالروسية: Алибек Бекбайулы Касым)‏ هو لاعب كرة قدم كازاخستاني في مركز الدفاع، ولد في 27 مايو 1998 في Ile District, Kazakhstan ‏ في كازاخستان. لعب مع نادي آكتوبه.

## وصلات خارجية
- عليبك قاسم على موقع الاتحاد الأوربي (الإنجليزية)
- عليبك قاسم على موقع قاعدة بيانات كرة القدم.إي يو (الإنجليزية)
- عليبك قاسم على موقع ناشيونال فوتبول تيمز (الإنجليزية)
- عليبك قاسم على موقع Soccerway.com (الإنجليزية)
- عليبك قاسم على موقع عالم كرة القدم.نت (الإنجليزية)